# Broeders Van Dale
Die Broeders Van Dale, lateinisch Fratres Van Dale, sind eine belgische Ordensgemeinschaft, die 1761 von Jozef Van Dale gegründet wurde. Das Mutterhaus befindet sich in Kortrijk.